# Tarampto
Tarampto (en griego, Ταράμπτος) fue una antigua ciudad de Caria (en la actual Turquía). 
Es conocida únicamente por dos testimonios epigráficos: aparece mencionada en el decreto de tasación de tributos a Atenas del año 425/4 a. C. así como en otra inscripción de Halicarnaso que se ha fechado en el año 300 a. C. Se ha sugerido su localización en la actual isla de Salih Adası (suposición que se apoya en la similitud de su nombre en griego, Tarandos), pero algunos han puesto en duda esta identificación.